# Vela nos Jogos Olímpicos de Verão da Juventude de 2014
A vela nos Jogos Olímpicos de Verão da Juventude de 2014 foi realizada entre 18 e 23 de Agosto no Lago Jinniu em Nanquim, China.

## Qualificação
Cada Comité Olímpico Nacional (CON) pode ter no máximo quatro embarcações, uma em cada evento de cada sexo. Como anfitriões, a China teve direito às quatro, mas como não competiu nos eventos de qualificação os seus lugares foram redistribuídos. Foi criado um lugar adicional de techno 293 para raparigas, sendo dado à China. Outras oito vagas, duas por evento, foram decididas pela Comissão Tripartida. As restantes 88 vagas foram decididas através de provas de qualificação, nomeadamente os Mundiais de 2013 e seis torneios de qualificação continentais para cada tipo de embarcação. Se um país recusasse um ou mais lugares e ficarem por preencher após o evento de qualificação, a quota será redistribuída para outra nação, com prioridade para as que não se qualificaram para qualquer evento.
Para poderem participar nas Olimpíadas da Juventude, os atletas devem ter nascido entre 1 de Janeiro de 1998 e 31 de Dezembro de 1999.
Byte CII
| Evento                                                  | Local          | Data                                 | Total de vagas | Rapazes qualificados                                                                   | Raparigas qualificadas                                                            |
| ------------------------------------------------------- | -------------- | ------------------------------------ | -------------- | -------------------------------------------------------------------------------------- | --------------------------------------------------------------------------------- |
| Anfitriões                                              | -              | -                                    | 1              | ANT Antígua e Barbuda[a]                                                               | CHI Chile[a]                                                                      |
| Campeonatos Mundiais de 2013                            | Newport        | 24 a 28 de Agosto de 2013            | 5              | CAN Canadá CRO Croácia USA Estados Unidos HUN Hungria SIN Singapura                    | BER Bermudas HUN Hungria NED Países Baixos DOM República Dominicana SIN Singapura |
| Qualificação Continental Asiática                       | Langkawi       | 9 a 14 de Fevereiro de 2014          | 4              | UAE Emirados Árabes Unidos INA Indonésia MAS Malásia THA Tailândia                     | ALG Argélia[a] INA Indonésia MAS Malásia THA Tailândia                            |
| Qualificação Continental da América do Norte e Caraíbas | Flórida        | 27 de Fevereiro a 2 de Março de 2014 | 4              | BAH Bahamas CAY Ilhas Cayman ISV Ilhas Virgens Americanas IVB Ilhas Virgens Britânicas | CAY Ilhas Cayman ISV Ilhas Virgens Americanas MEX México TRI Trinidad e Tobago    |
| Qualificação da América Central e do Sul                | São Paulo      | 1 a 4 de Março de 2014               | 3              | BRA Brasil CHI Chile PER Peru                                                          | BRA Brasil PER Peru URU Uruguai                                                   |
| Qualificação Continetal da Oceânia                      | Brisbane       | 17 a 21 de Abril de 2014             | 3              | AUS Austrália COK Ilhas Cook NZL Nova Zelândia                                         | AUS Austrália BUL Bulgária[a] CRO Croácia[a]                                      |
| Qualificação Continental Africana                       | Riva del Garda | 21 a 27 de Abril de 2014             | 2              | RSA África do Sul ALG Argélia                                                          | RSA África do Sul EGY Egito                                                       |
| Qualificação Continental Europeia                       | Riva del Garda | 21 a 27 de Abril de 2014             | 6              | FRA França GRE Grécia ITA Itália NED Países Baixos POR Portugal SWE Suécia             | FRA França GBR Grã-Bretanha ITA Itália NOR Noruega POR Portugal UKR Ucrânia       |
| Convite tripartido                                      | -              | -                                    | 2              | PNG Papua-Nova Guiné[a] LCA Santa Lúcia                                                | ECU Equador[a] FIN Finlândia[a]                                                   |
| TOTAL                                                   |                |                                      |                | 30                                                                                     | 30                                                                                |

- a  Vaga redistribuída

Techno 293
| Evento                                                  | Local             | Data                         | Total de vagas | Rapazes qualificados                               | Raparigas qualificadas                              |
| ------------------------------------------------------- | ----------------- | ---------------------------- | -------------- | -------------------------------------------------- | --------------------------------------------------- |
| Anfitriões                                              | -                 | -                            | 1              | TPE Taipé Chinês[b]                                | IND Índia[b]                                        |
| Campeonatos Mundiais de 2013                            | Sopot             | 24 a 28 de Agosto de 2013    | 3              | SLO Eslovênia[b] HKG Hong Kong ISR Israel          | FRA França HKG Hong Kong RUS Rússia                 |
| Qualificação Continental Africana                       | Porto Yasmine     | 2 a 7 de Setembro de 2013    | 1              | TUN Tunísia                                        | VEN Venezuela[b]                                    |
| Qualificação Continental Asiática                       | Singapura         | 22 a 26 de Janeiro de 2014   | 3              | JPN Japão MYA Mianmar THA Tailândia                | JPN Japão SIN Singapura THA Tailândia               |
| Qualificação Continental da Oceânia                     | Auckland          | 14 a 16 de Fevereiro de 2014 | 2              | SVK Eslováquia[b] NZL Nova Zelândia                | EST Estônia[b] NZL Nova Zelândia                    |
| Qualificação Continental da América do Norte e Caraíbas | Cancún            | 20 a 23 de Fevereiro de 2014 | 2              | ARU Aruba USA Estados Unidos                       | LAT Letônia[b] MEX México                           |
| Qualificação Continental da América Central e do Sul    | Mendoza           | 25 a 29 de Março de 2014     | 2              | ARG Argentina BRA Brasil                           | PER Peru ARG Argentina                              |
| Qualificação Continental Europeia                       | Torbole sul Garda | 20 a 27 de Abril de 2014     | 4              | FRA França ITA Itália NED Países Baixos RUS Rússia | ESP Espanha ISR Israel ITA Itália NED Países Baixos |
| Convite tripartido                                      | -                 | -                            | 2              | PUR Porto Rico[b] VEN Venezuela[b]                 | POL Polônia[b] TUR Turquia[b]                       |
| Vaga adicional                                          | -                 | -                            | 1              | CHN China                                          |                                                     |
| TOTAL                                                   |                   |                              |                | 20                                                 | 21                                                  |

b  Lugar redistribuído

## Calendário
O calendário foi publicado pelo Comité Organizador dos Jogos Olímpicos da Juventude de Nanquim.
Todos os horários são pela hora padrão chinesa  (UTC+8).
| Data                 | Dia da semana | Hora de início | Evento |
| -------------------- | ------------- | -------------- | --- |
| 18 de Agosto         | 2ª Feira      | 11:00          | Regatas de Qualificação Byte CII masculino Regatas de Qualificação Byte CII feminino Regatas de Qualificação Techno 293 masculino Regatas de Qualificação Techno 293 feminino |
| 19 de Agosto         | 3ª Feira      | 11:00          | Regatas de Qualificação Byte CII masculino Regatas de Qualificação Byte CII feminino Regatas de Qualificação Techno 293 masculino Regatas de Qualificação Techno 293 feminino |
| 20 de Agosto         | 4ª Feira      | 11:00          | Regatas de Qualificação Byte CII masculino Regatas de Qualificação Byte CII feminino Regatas de Qualificação Techno 293 masculino Regatas de Qualificação Techno 293 feminino |
| 21 de Agosto         | 5ª Feira      | -              | Dia de Reserva (se necessário) |
| 22 de Agosto         | 6ª Feira      | 11:00          | Regatas de Qualificação Byte CII masculino Regatas de Qualificação Byte CII feminino Regatas de Qualificação Techno 293 masculino Regatas de Qualificação Techno 293 feminino |
| 23 de Agosto         | Sábado        | 11:00          | Regatas das Medalhas Byte CII masculino Regatas das Medalhas Byte CII feminino Regatas das Medalhas Techno 293 masculino Regatas das Medalhas Techno 293 feminino             |
| 24 de Agosto de 2014 | Domingo       | -              | Dia de Reserva (se necessário) |

## Medalhistas
Masculino
| Evento              | Ouro                                     | Prata                      | Bronze                             |
| ------------------- | ---------------------------------------- | -------------------------- | ---------------------------------- |
| Byte CII detalhes   | Cheok Khoon Bernie Chin SIN Singapura    | Rodolfo Pires POR Portugal | Jonatán Vadnai HUN Hungria         |
| Techno 293 detalhes | Francisco Saubidet Birkner ARG Argentina | Maxim Tokarev RUS Rússia   | Lars van Someren NED Países Baixos |

Feminino
| Evento              | Ouro                       | Prata                               | Bronze                    |
| ------------------- | -------------------------- | ----------------------------------- | ------------------------- |
| Byte CII detalhes   | Samantha Yom SIN Singapura | Odile van Aanholt NED Países Baixos | Jarian Brandes PER Peru   |
| Techno 293 detalhes | Wu Linli CHN China         | Mariam Sekhposyan RUS Rússia        | Lucie Pianazza FRA França |

## Quadro de medalhas
| Ordem | País              | Medalha de ouro | Medalha de prata | Medalha de bronze |    |
| ----- | ----------------- | --------------- | ---------------- | ----------------- | -- |
| 1     | SIN Singapura     | 2               |                  |                   | 2  |
| 2     | ARG Argentina     | 1               |                  |                   | 1  |
|       | CHN China         | 1               |                  |                   | 1  |
| 4     | RUS Rússia        |                 | 2                |                   | 2  |
| 5     | NED Países Baixos |                 | 1                | 1                 | 2  |
| 6     | POR Portugal      |                 | 1                |                   | 1  |
| 7     | FRA França        |                 |                  | 1                 | 1  |
|       | HUN Hungria       |                 |                  | 1                 | 1  |
|       | PER Peru          |                 |                  | 1                 | 1  |
| TOTAL | TOTAL             | 4               | 4                | 4                 | 12 |